# Nørre Næraa Sogn

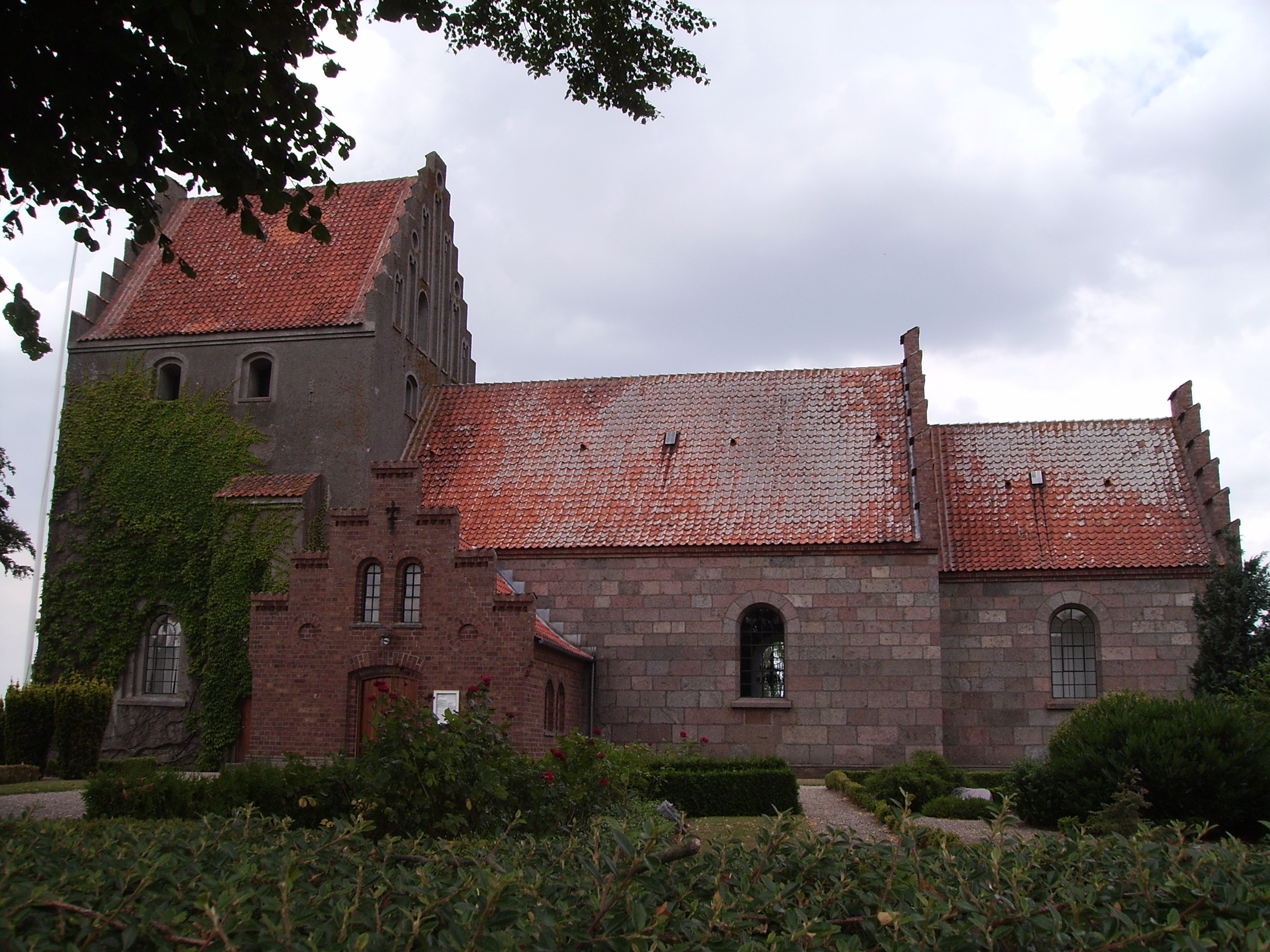
Nørre Næraa Kirke

Nørre Næraa Sogn ist eine Kirchspielsgemeinde (dän.: Sogn)
auf der Insel Fyn (dt.: Fünen)
im südlichen Dänemark. Bis 1970 gehörte sie zur Harde Skam Herred im damaligen Odense Amt, danach zur Otterup Kommune im Fyns Amt, die im Zuge der Kommunalreform zum 1. Januar 2007 in der Nordfyns Kommune in der Region Syddanmark aufgegangen ist.
Im Kirchspiel leben 414 Einwohner (Stand: 1. Januar 2023). Im Kirchspiel liegt die Kirche „Nørre Næraa Kirke“.
| Klinte Sogn       |                                             | Krogsbølle Sogn |
| Grindløse Sogn    | Kompassrose, die auf Nachbargemeinden zeigt |                 |
| Nørre Højrup Sogn | Uggerslev Sogn                              | Bederslev Sogn  |